# Universidad Americana de Sharjah
La Universidad Americana de Sharjah (en árabe: الجامعة الأميركية في الشارقة‎; en inglés: American University of Sharjah, AUS) es un universidad privada en la ciudad de Sharjah, Emiratos Árabes Unidos. Fue fundada en 1997 por Sultan al-Qasimi, miembro del Consejo Supremo y gobernador de Sharjah. Ubicada en el campus University City de Sharjah, tiene más de 5 000 estudiantes de más de 94 países.  AUS ofrece 26 especialidades, 48 títulos de pregrado,  así como 16 maestrías  y un doctorado en Gestión de Sistemas de Ingeniería.  La universidad está organizada en tres facultades y una escuela.
La universidad está autorizada por la Comisión de Acreditación Académica del Ministerio de Educación Superior e Investigación Científica (EAU). A su vez, la Universidad Americana de Sharjah está acreditada en los Estados Unidos por la Middle States Commission on Higher Education.

## Historia
La Universidad Americana de Sharjah fue fundada en 1997 por el Emir de Sharjah, Sultán bin Muhammad Al-Qasimi.
AUS recibió una licencia del Ministerio de Educación Superior e Investigación Científica de los EAU en 1998 y celebró sus primeras elecciones al consejo estudiantil el mismo año. El año siguiente, la Comisión de Acreditación Académica de los EAU otorgó a la universidad una licencia.
El desarrollo continuó con el lanzamiento por parte de la universidad de su primer título de posgrado: Maestría en Administración de Empresas (MBA) - en 2000 y celebrando su primera graduación al año siguiente. La Comisión de Educación Superior de los Estados Intermedios de los Estados Unidos reconoció esto y, después de una evaluación exhaustiva, otorgó la acreditación a la universidad en 2004.
En 2006, el emir Al-Qasimi inauguró la nueva Biblioteca.
La universidad vio a su alumnado cruzar la marca de 5.000 en 2009. En 2010, el programa de Licenciatura en Arquitectura de AUS se convirtió en el primero fuera de América del Norte en recibir la acreditación de los EE. UU. Junta Nacional de Acreditación de Arquitectura (NAAB). En 2012, Forbes Oriente Medio clasificó el programa AUS MBA como el mejor ofrecido por una universidad privada en el Región del Golfo.

## Campus
La Universidad Americana de Sharjah está situada en el distrito conocido como University City, a 16 km del centro de la Ciudad de Sharjah y alrededor de 25 km del vecino emirato de Dubái.

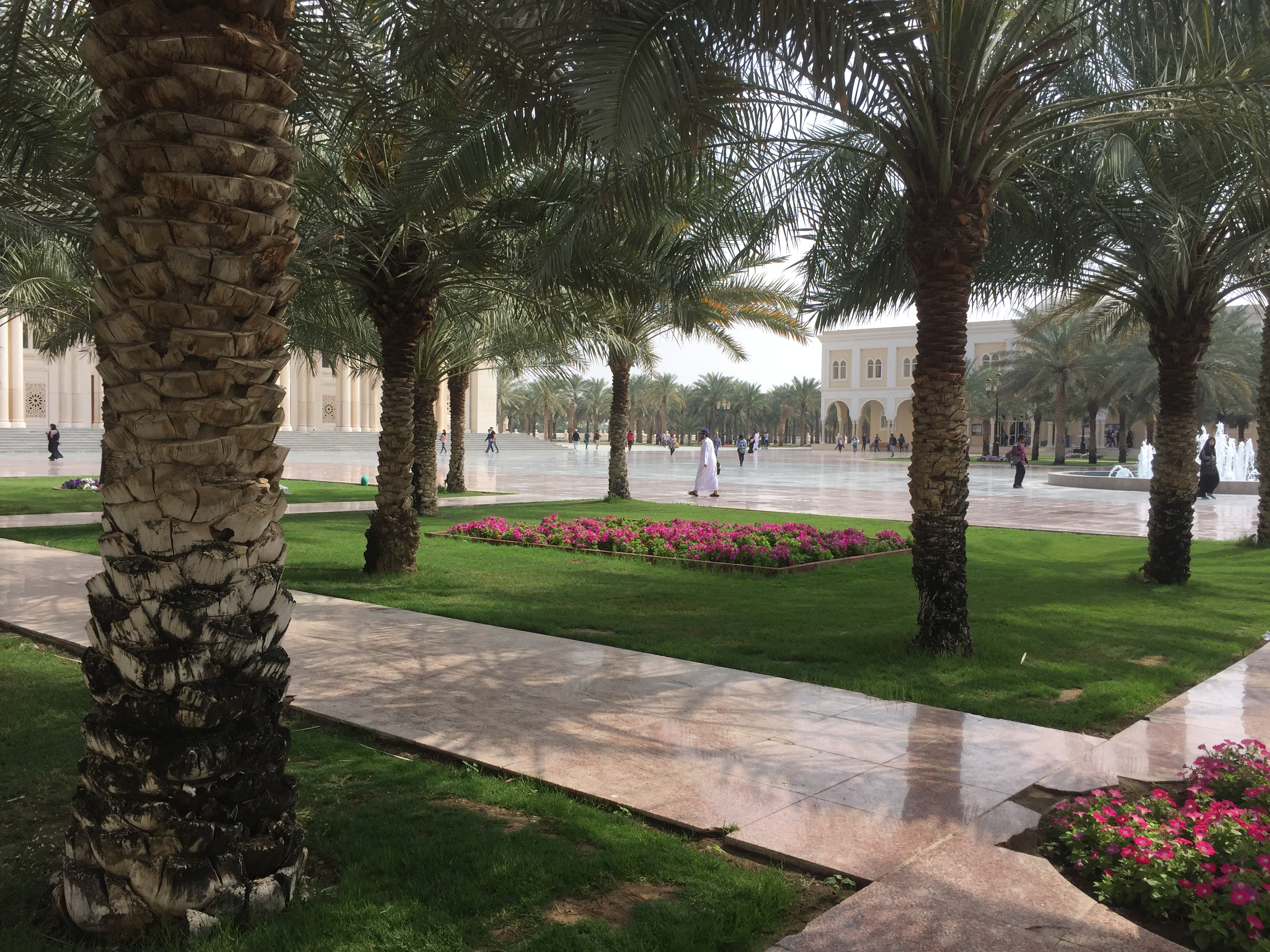
Un jardín de palmeras fuera del edificio administrativo principal en el campus

AUS es la institución insignia de University City, un complejo de 1.600 acres que incluye otros establecimientos educativos. La universidad cuenta con colegios mayores, un complejo deportivo y un gimnasio. También existe un centro de salud, una farmacia, un banco, una oficina de correos, una barbería, un salón de belleza para mujeres y dos tiendas de conveniencia.
El centro del campus de AUS comprende 12 edificios académicos. Los edificios académicos albergan aulas y salas de conferencias de varios tamaños; una biblioteca; laboratorios de ciencias, idiomas, informática e ingeniería; talleres y estudios digitales; y oficinas para profesores, administradores académicos y personal de apoyo.

El campus incluye residencias estudiantiles (para hombres y mujeres), así como un gran Complejo Deportivo y un Centro de Estudiantes. Aproximadamente el 40 por ciento del alumnado vive en viviendas en el campus. A diferencia de la mayoría de las universidades estadounidenses, AUS requiere que los miembros de la facultad y sus familias vivan en el campus con la intención de brindar a los estudiantes un entorno de aprendizaje y vida que permita la interacción continua con los miembros de la facultad y sus familias.

### Centro de Pruebas y Desarrollo Profesional
El Centro de Pruebas y Desarrollo Profesional de AUS sirve como un punto central de pruebas tanto para el campus de AUS como para la comunidad. El centro acomoda las pruebas de nivel para estudiantes recién admitidos en AUS, así como las pruebas universitarias. El centro es parte de la Red de Exámenes Estratégicos de ETS y ofrece el TOEFL basado en Internet de ETS, así como un TOEFL institucional en papel, además de otros servicios de exámenes.
AUS también es el único centro de pruebas en los Emiratos Árabes Unidos para el Examen de Fundamentos de Ingeniería (FE) y el Examen de Ingeniería Profesional (PE) administrados por el Consejo Nacional de Examinadores de Ingeniería y Topografía (NCEES) en los Estados Unidos.

### Biblioteca
La Biblioteca AUS, una instalación de 11,000 metros cuadrados, brinda colecciones, servicios y programas para apoyar las necesidades curriculares y de investigación de la comunidad universitaria, con aproximadamente 800 plazas.

### Transporte
AUS ofrece un servicio de autobús lanzadera entre las residencias estudiantiles y otras áreas del campus. Los Servicios de Transporte también pueden proporcionar transporte a las ciudades de Sharjah, Dubái, Abu Dhabi y Al Ain.  [www.aus.edu/transportation]

## Clasificaciones globales
La Universidad Americana de Sharjah se ubicó en el grupo 151-200 en el Ranking de Universidades Jóvenes, así como en el grupo 201-250 en el Ranking de Universidades de Asia 2019.
Durante dos años consecutivos, en 2017 y 2018, la Universidad Americana de Sharjah encabezó la lista de Times Higher Education (THE) de universidades con el mayor porcentaje de estudiantes internacionales a nivel mundial.

En 2023, la Universidad Americana de Sharjah ocupó el puesto 364 según las Mejores Universidades de QS.

## Vida estudiantil
AUS cuenta con tres publicaciones para estudiantes, The Leopard, Realms y Arabian Leopard.

## Galería

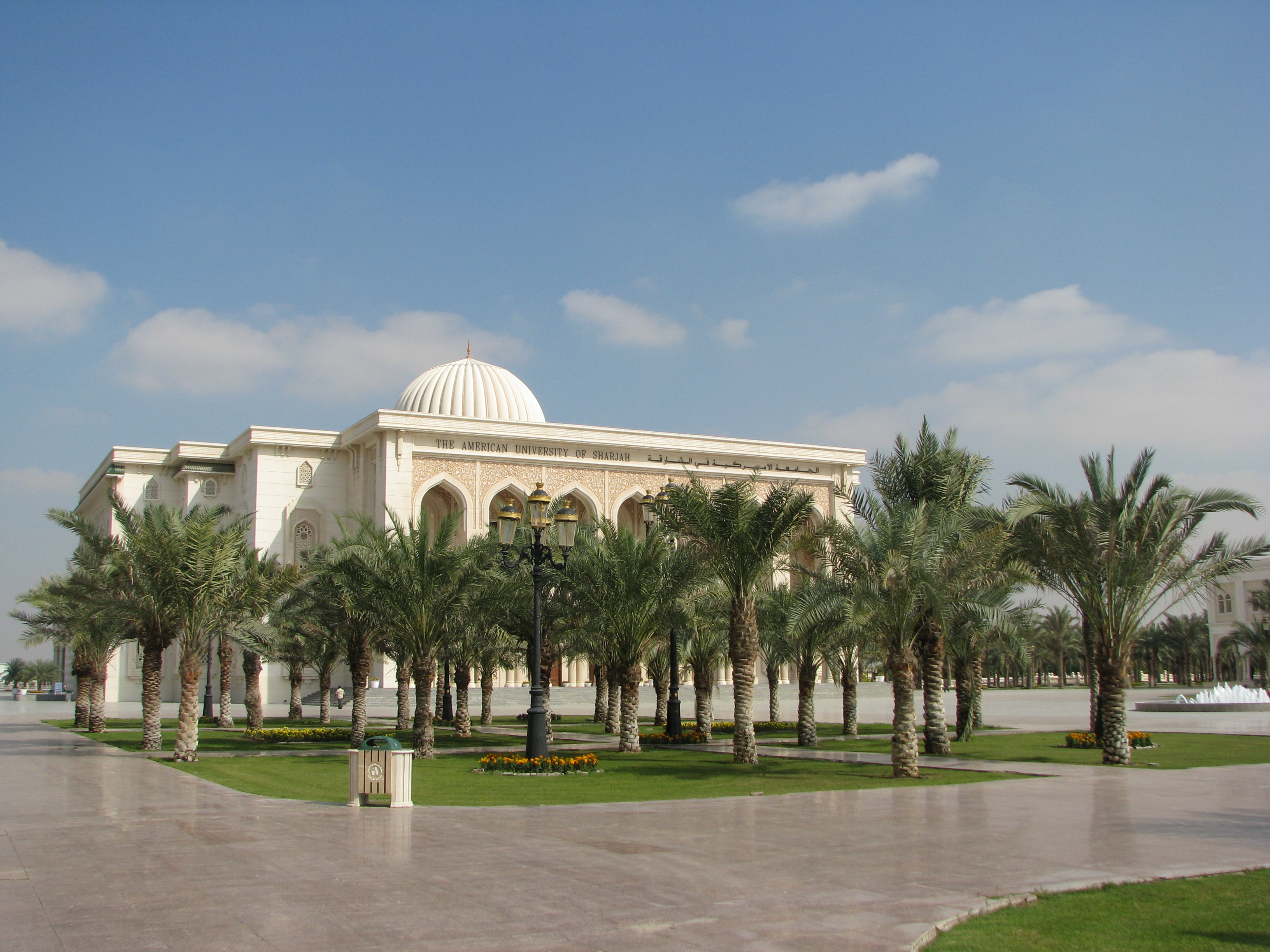
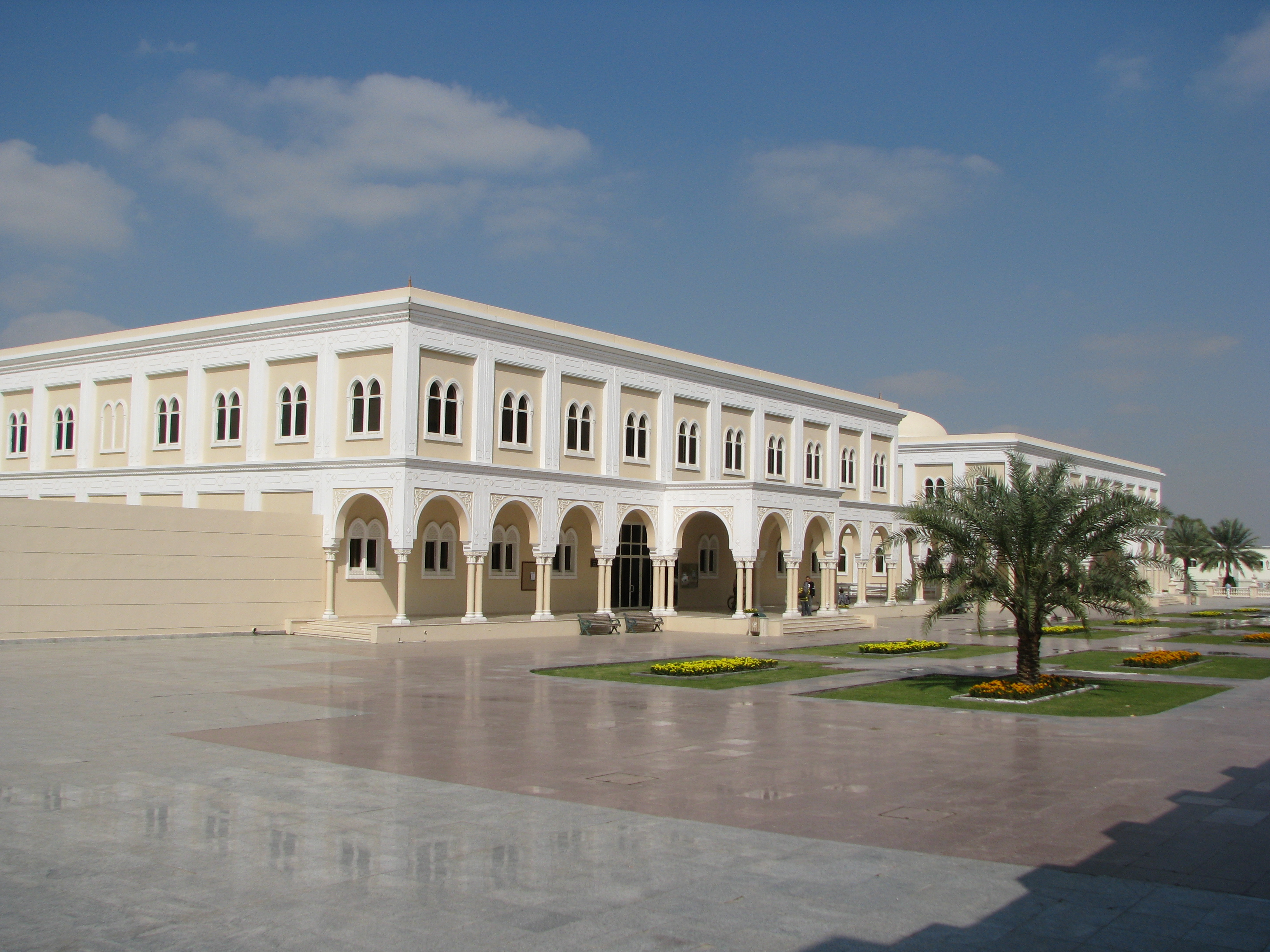
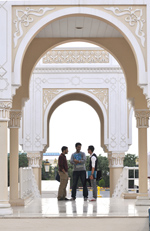
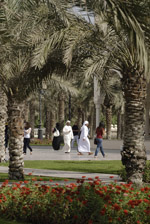
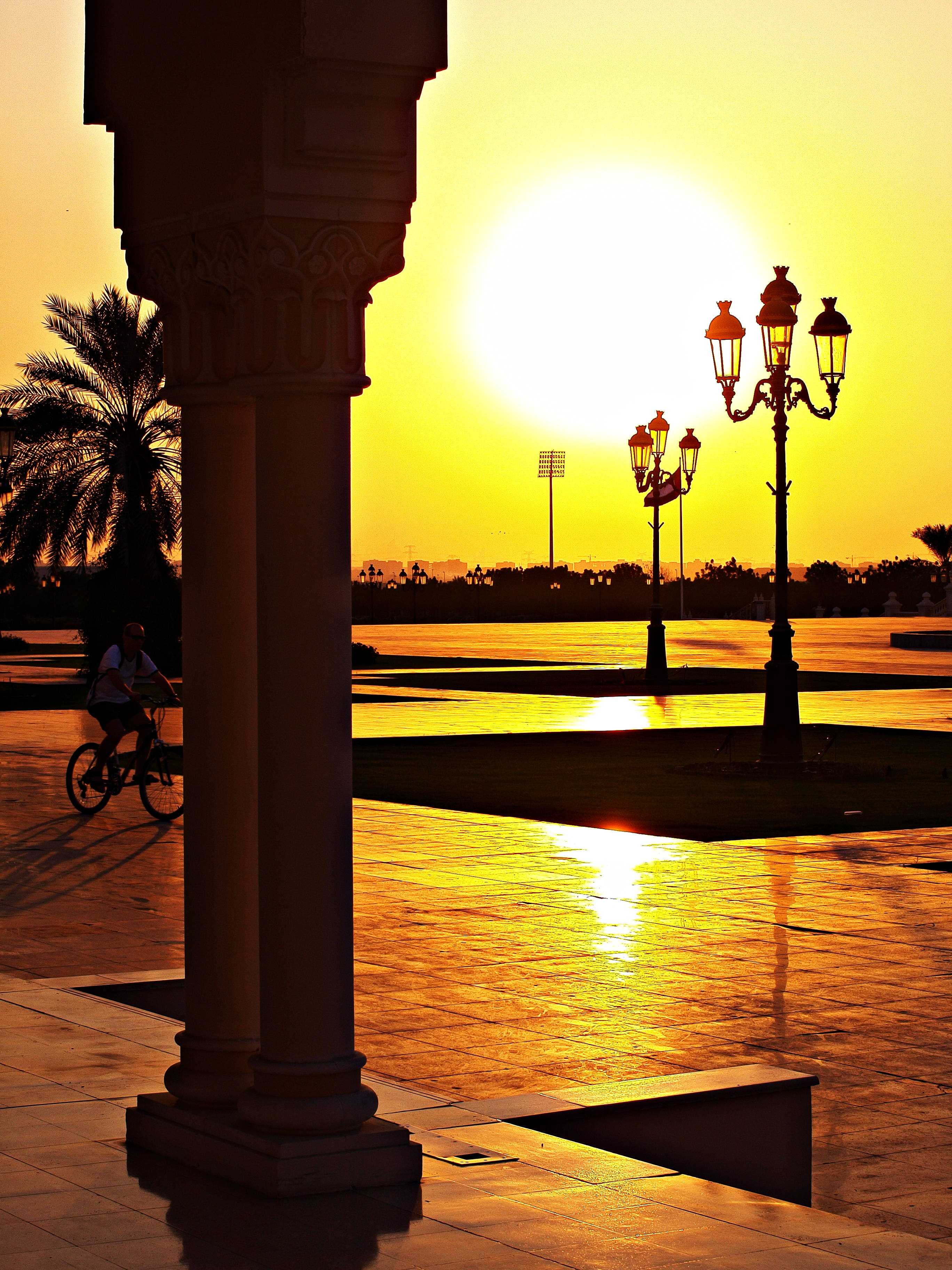
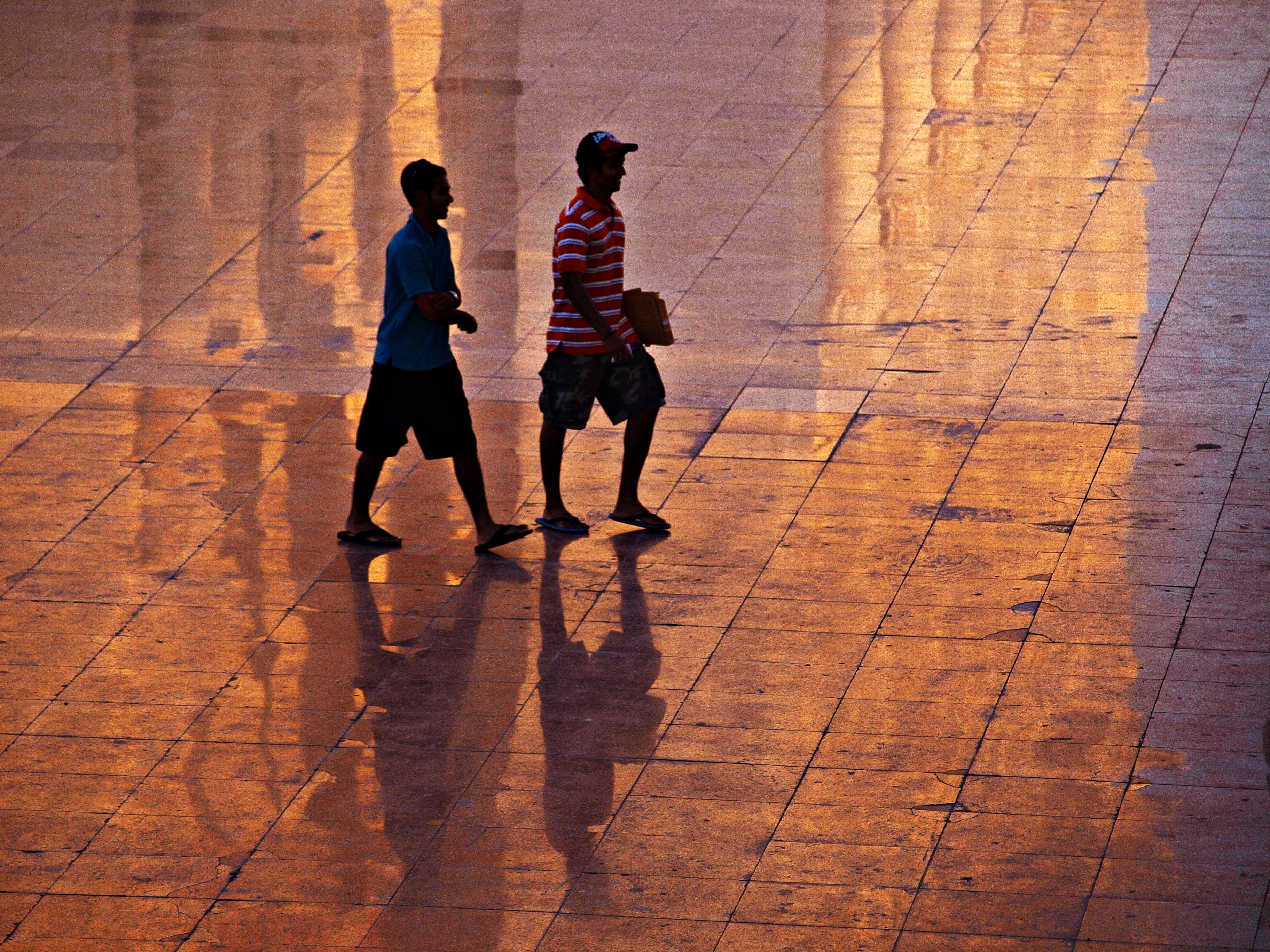
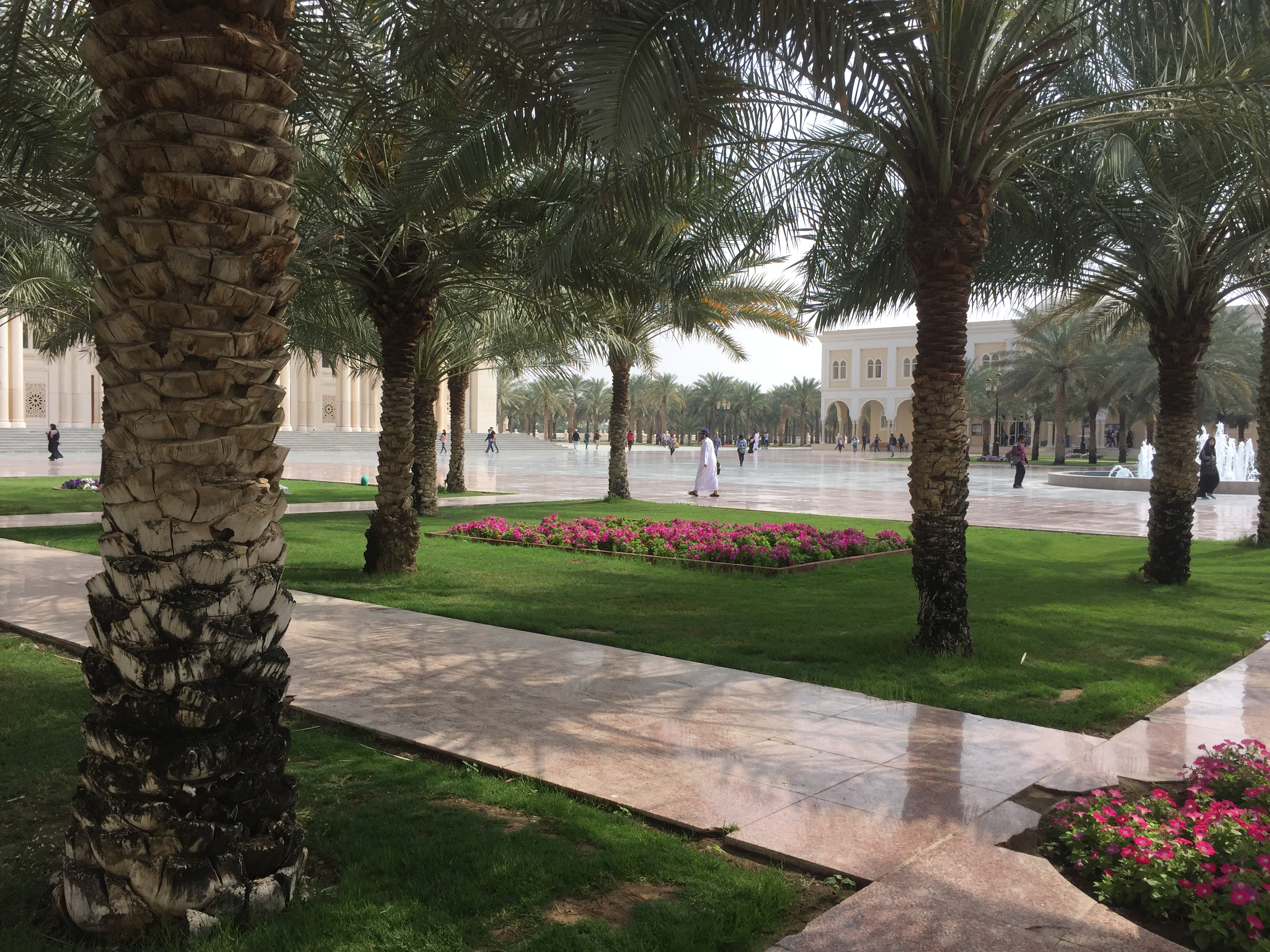
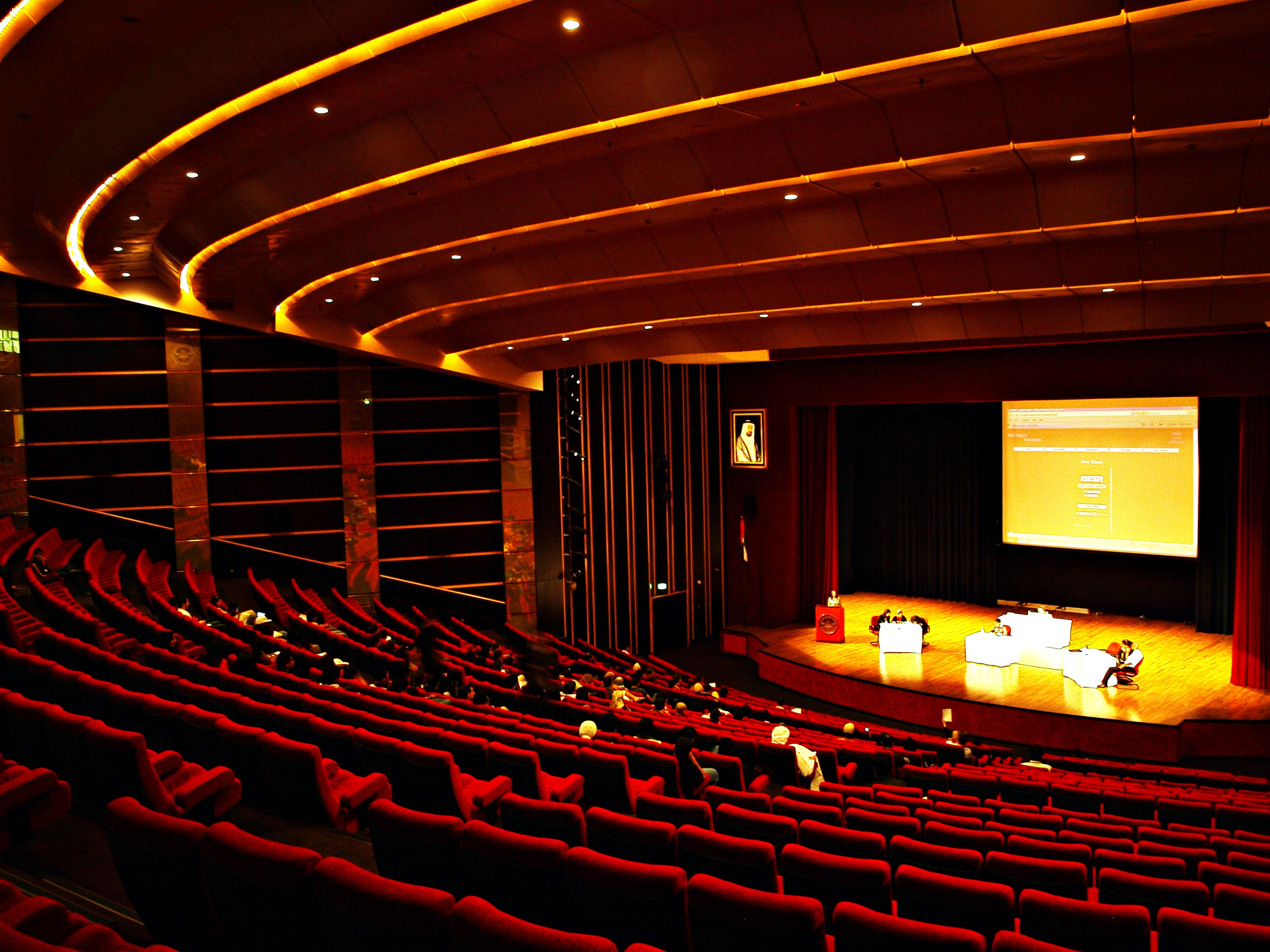
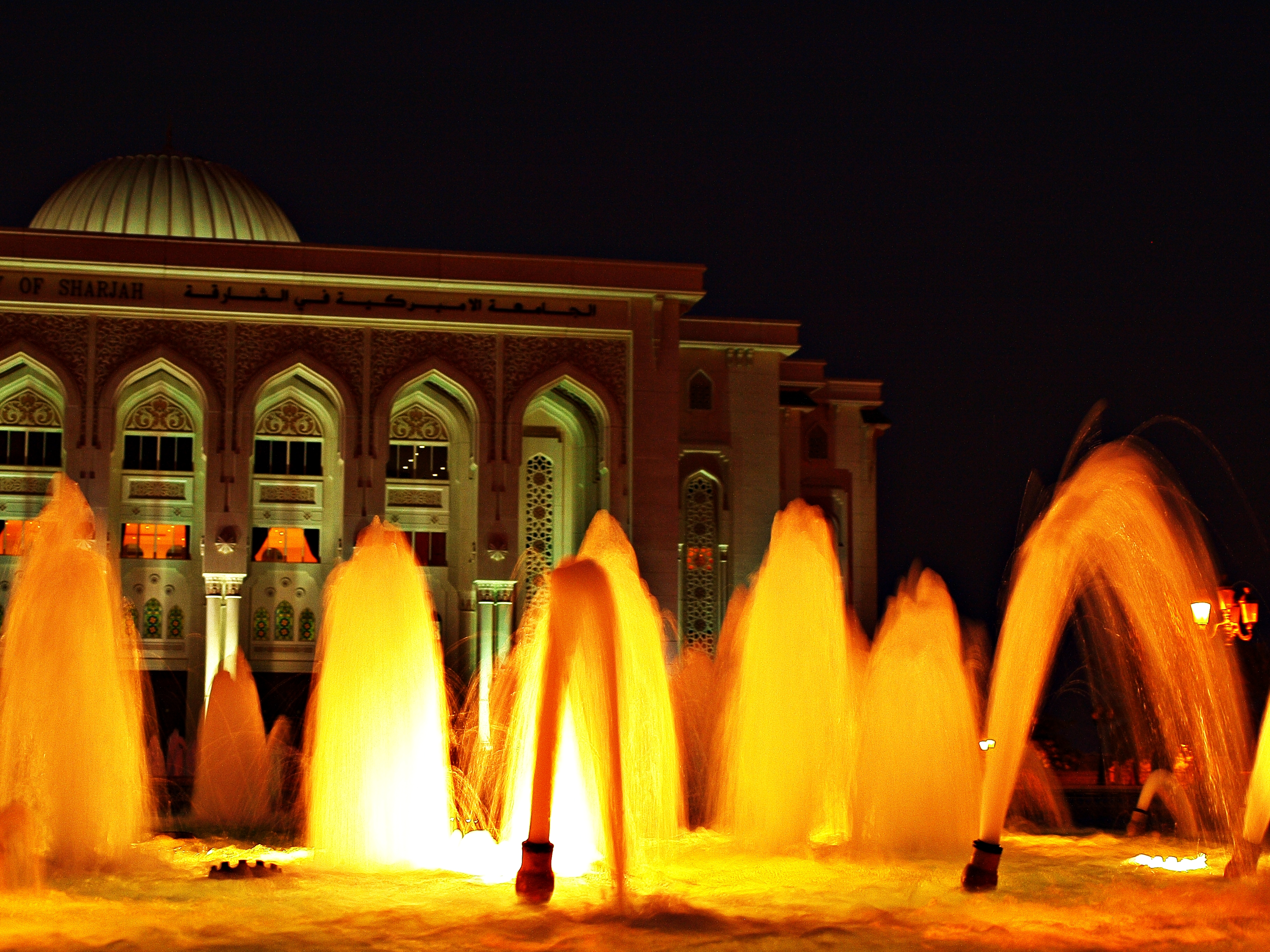
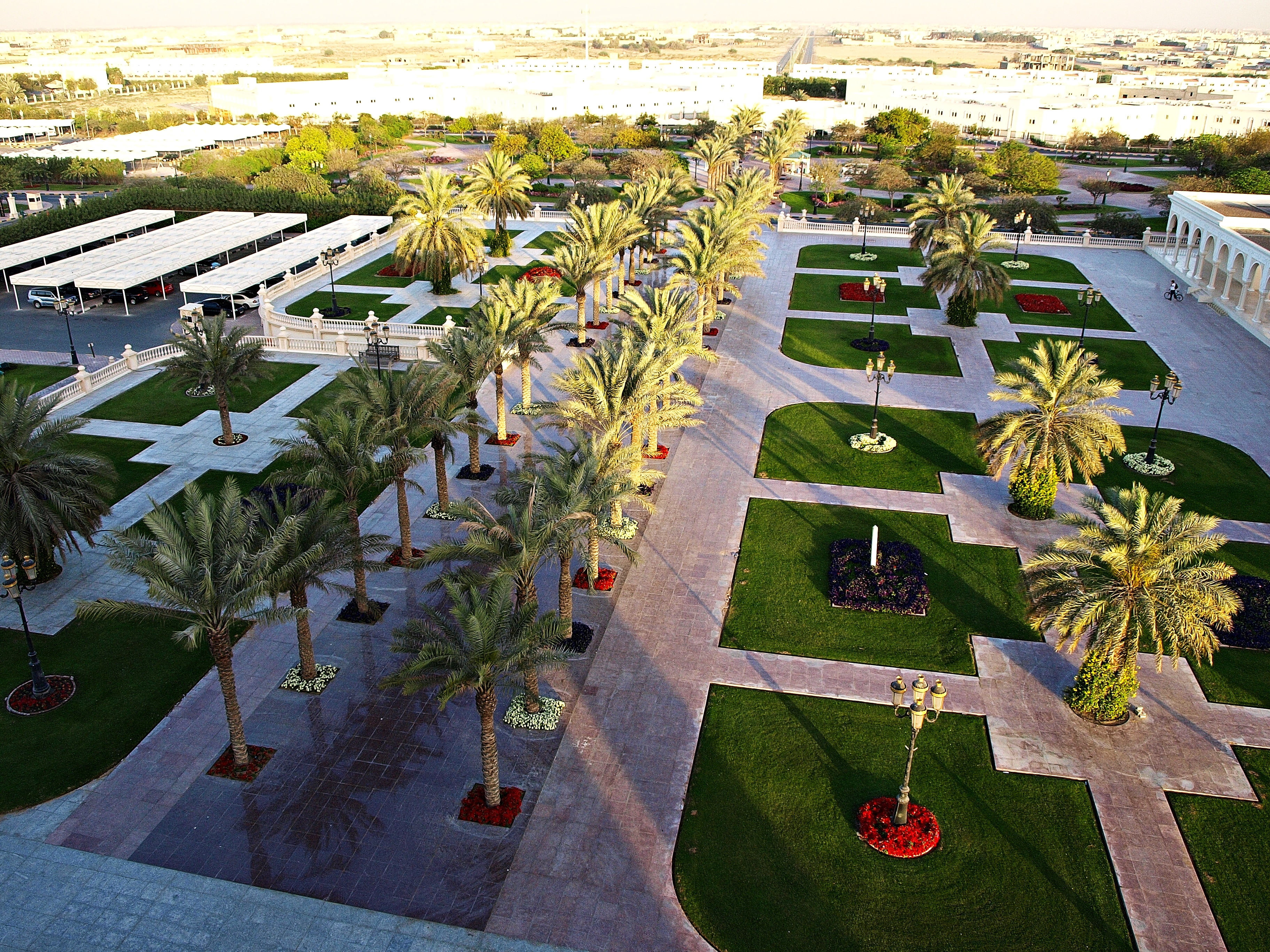
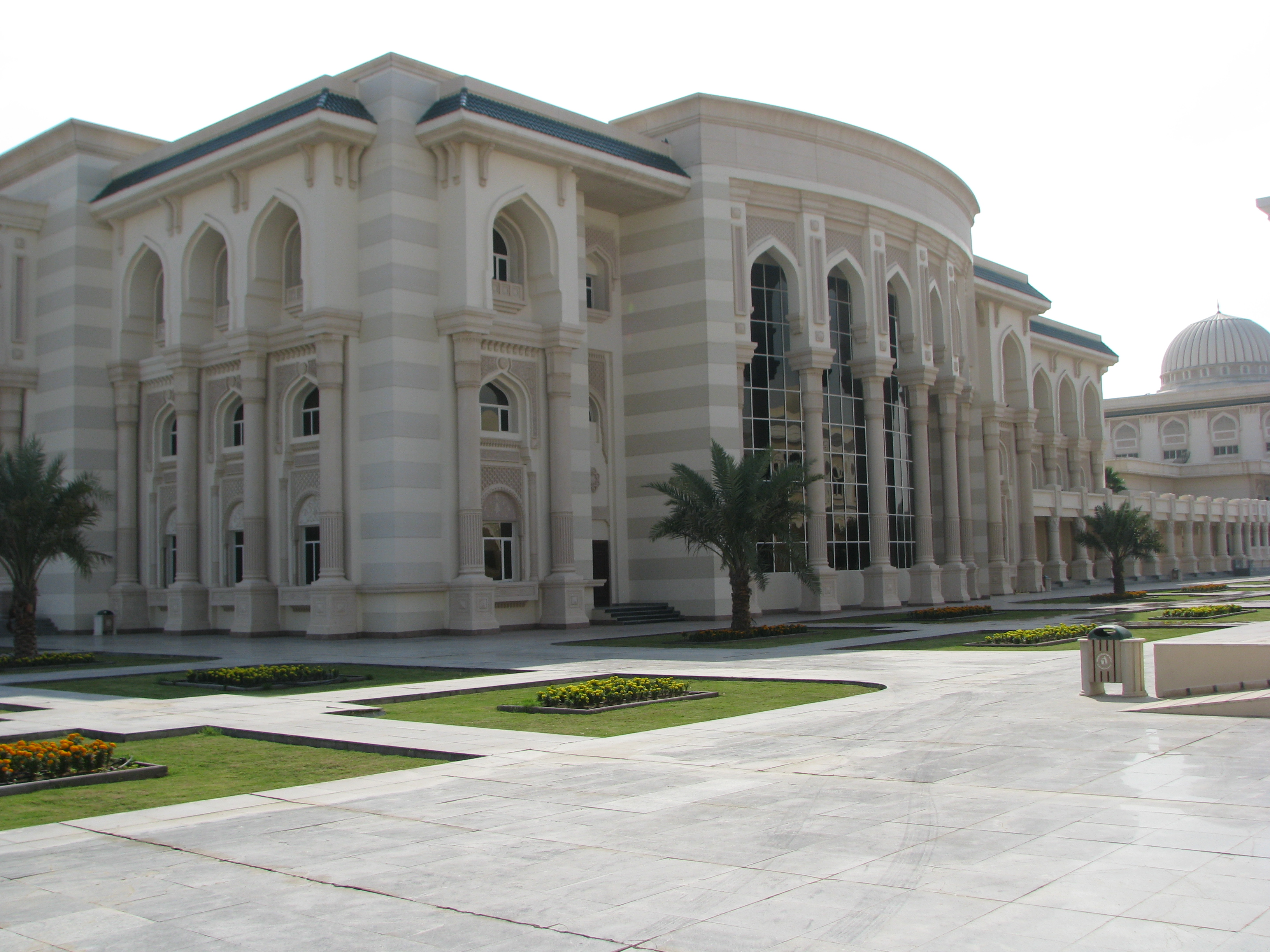
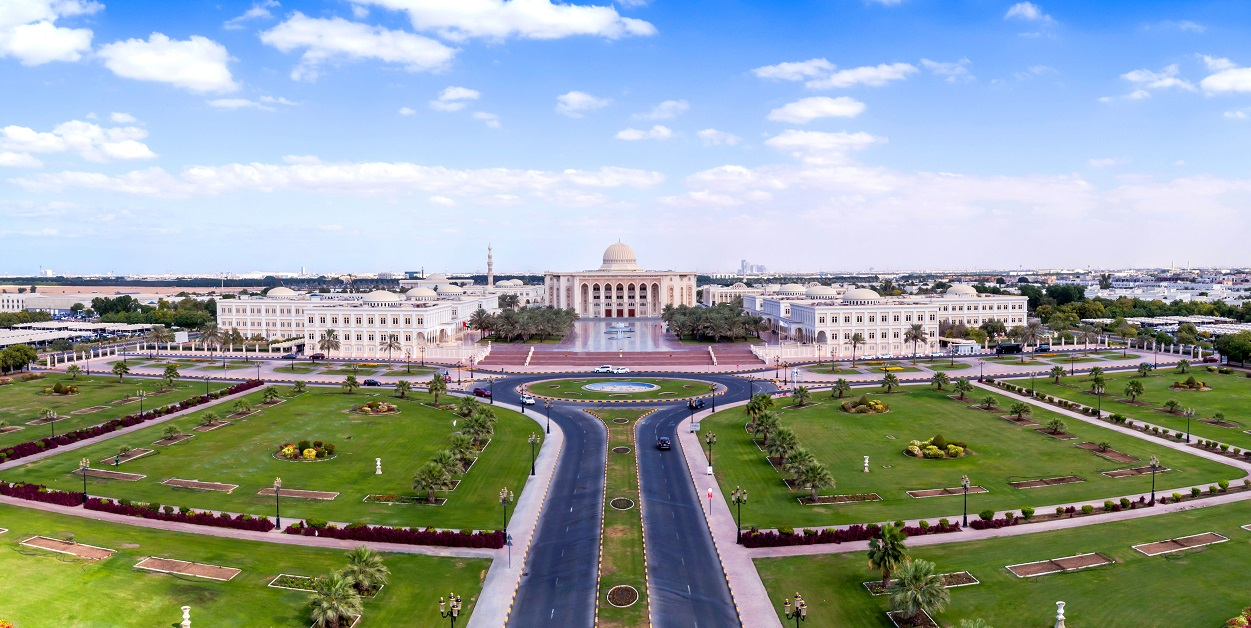